# Äijävaara (kulle i Finland)
Äijävaara är en kulle i Finland. Den ligger i Enontekis i landskapet Lappland, i den norra delen av landet, 900 km norr om huvudstaden Helsingfors. Toppen på Äijävaara är 481 meter över havet, eller 131 meter över den omgivande terrängen. Bredden vid basen är 10,1 km.
Terrängen runt Äijävaara är huvudsakligen platt.  Trakten runt Äijävaara är nära nog obefolkad, med mindre än två invånare per kvadratkilometer. Det finns inga samhällen i närheten. Omgivningarna runt Äijävaara är i huvudsak ett öppet busklandskap.